# 체팔로니
체팔로니(이탈리아어: Ceppaloni)는 이탈리아 캄파니아주 베네벤토도의 코무네다. 나폴리로부터 북동쪽으로 50km , 베네벤토 남쪽으로 9km 거리에 있다.